# 北海道道1085号新内线
北海道道1085号新内線（日语：北海道道1085号新内線）是一条位于北海道十胜综合振兴局管内上川郡新得町的普通道级道路（北海道道）。

## 道路概况
- 起点：北海道上川郡新得町字新内
- 終点：北海道上川郡新得町字新内
- 总距离：2.2千米

## 通過综合振兴局
- 十胜综合振兴局
  - 上川郡新得町

## 主要连接道路
- 国道38号（终点）

## 历史
- 1988年（昭和63年）3月31日 - 路線勘定（1988年北海道告示第548号）

## 冬季封闭
以下区間(400米)实行冬季封闭。
- 新得町字新内西6線159番3地先 - 157番1地先（新内门）

## 参见

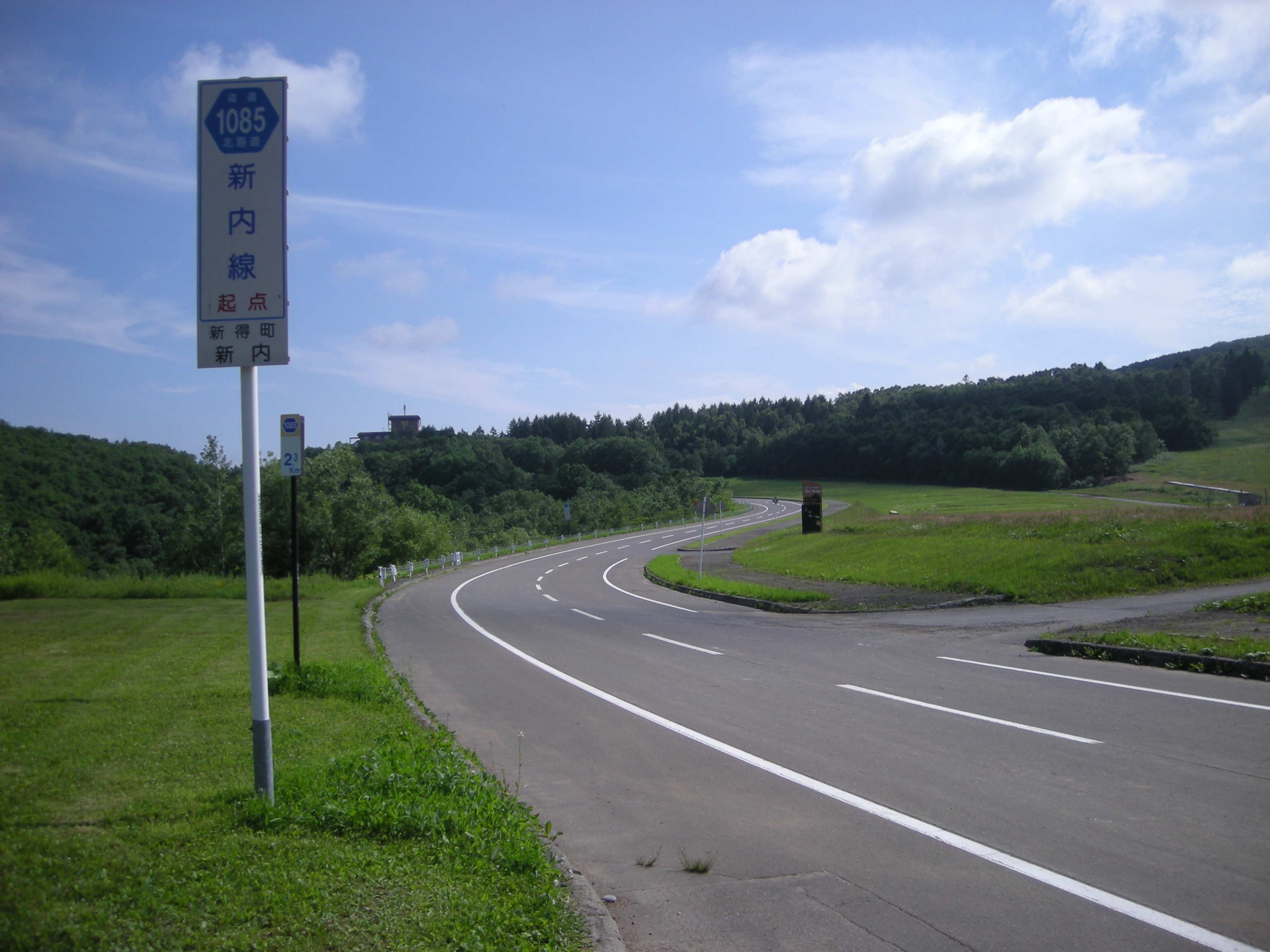
起點 的景象
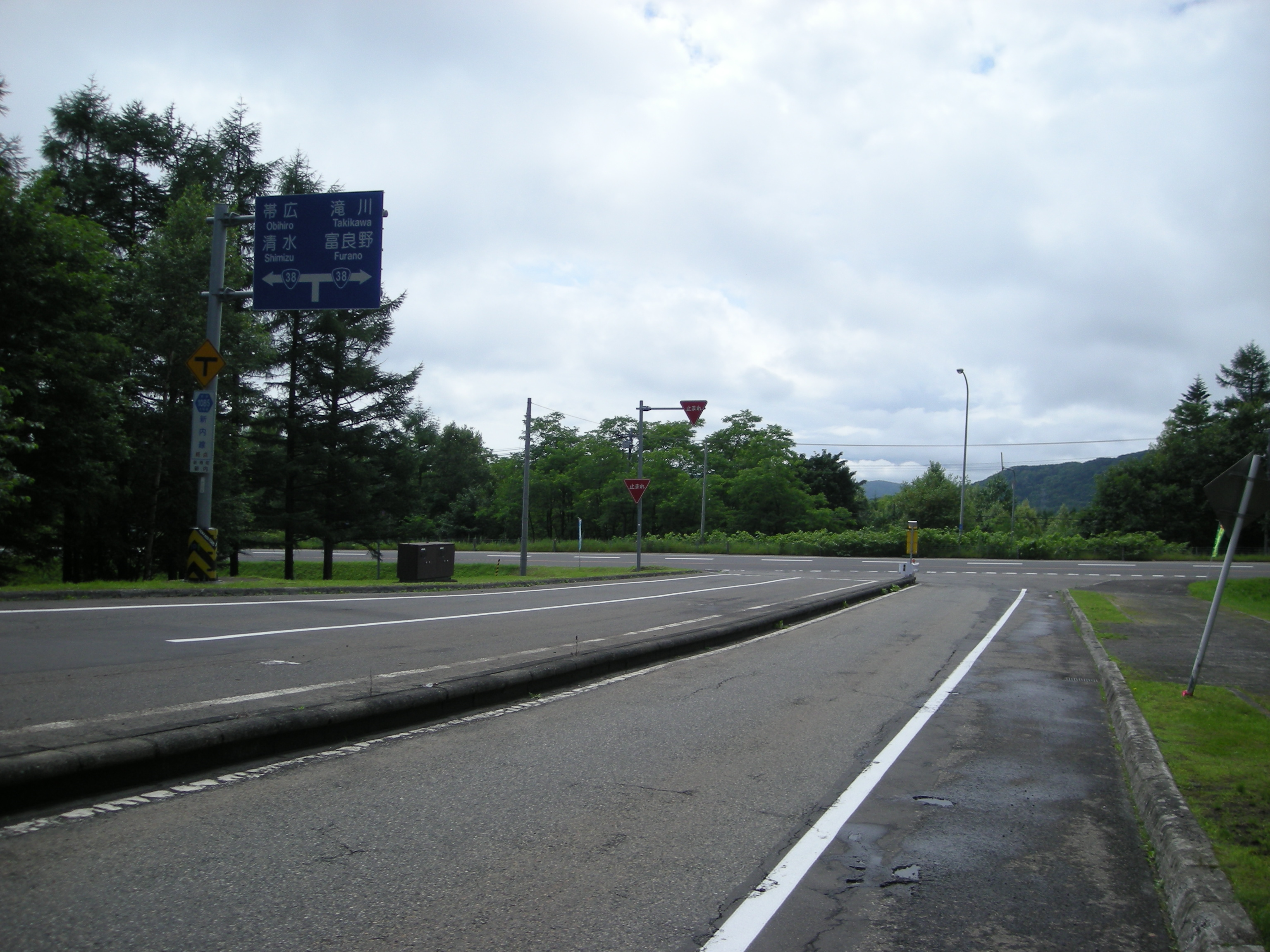
終點 的景象
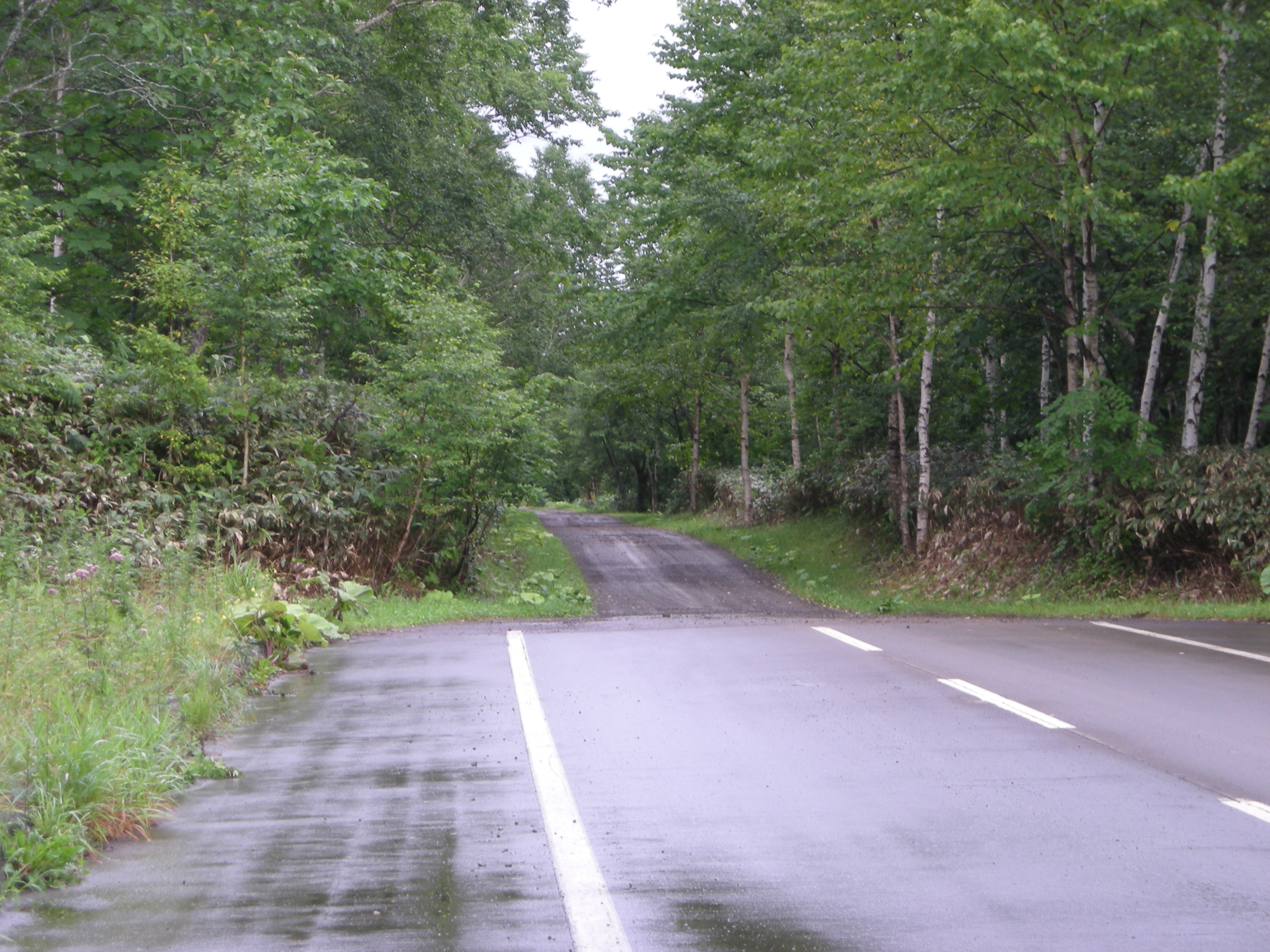
冬季封闭起点，前方为冬季封闭路段
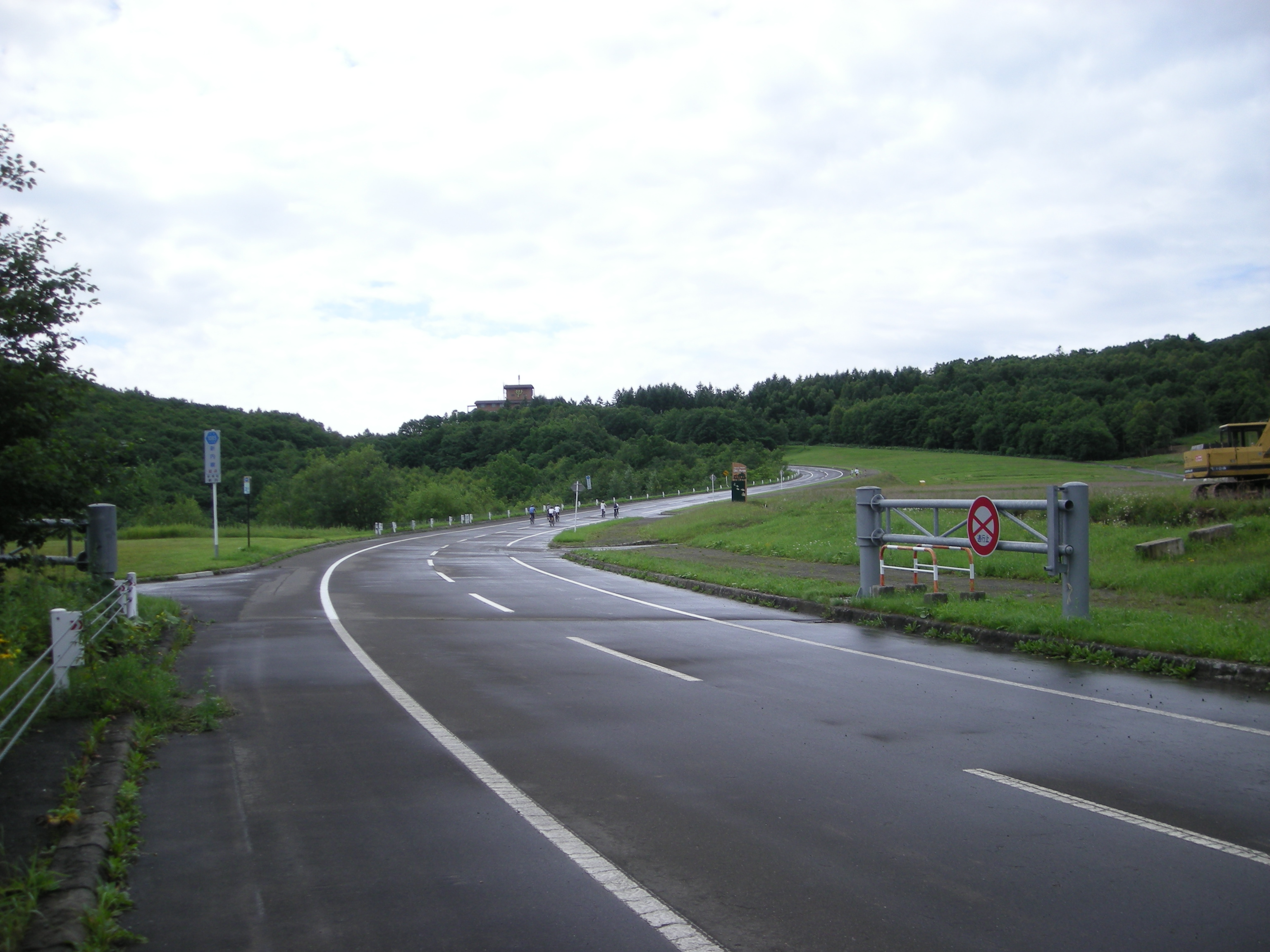
冬季封闭終点（新内门），前方为冬季封闭路段